# Euronext Paris
Euronext Paris — ринок цінних паперів у Франції, раніше відомий як Паризька біржа (фр. Paris Bourse), котра у 2000 році об'єдналася із Амстердамською і Брюссельською біржами, утворивши Euronext. У 2002 р до  Euronext  приєдналася Лісабонська фондова біржа. Euronext Paris, французька філія Euronext, яка раніше розташовувалася в Палаці Броньяр в Парижі, є другим за величиною фондовим ринком Європи станом на 2023 рік, поступаючись Лондонській фондовій біржі (LSE).

## Операції
У підпорядкуванні Euronext Paris знаходиться ф'ючерсна біржа МАТІФ, яка торгує ф'ючерсами та опціонами на процентні ставки та товари, а також ф'ючерсами та опціонами на MONEP, акції та індекси. Торгівля всіма продуктами здійснюється в електронному вигляді в системі NSC, прийнятій всіма членами Euronext. Кліринг транзакцій здійснюється через LCH.Clearnet. Грошові розрахунки - T+2 . Години торгівлі з 9:00 до 17:30 за центральноєвропейським часом з понеділка по п'ятницю.

## Структура та індекси
Французький ринок акцій поділяєвся на три секції. Premier Marché, яка раніше називалася Офіційним списком, включала великі французькі та іноземні компанії, а також більшість випусків облігацій. Друга біржа (Second Marché) включала середні компанії, а нова біржа (Nouveau Marché) - швидкозростаючі компанії-початківці, які шукають капітал для фінансування розширення, що пов'язано з Euro.nm, європейським ринком зростання акцій. Третій ринок, Marché Libre, був нерегульованим і адмініструвався Euronext Paris для операцій з цінними паперами, які не котируються на інших трьох ринках.
21 лютого 2005 року Euronext Paris створила єдиний регульований ринок Eurolist, який замінив Premier Marché, Second Marché та Nouveau Marché.
Euronext Paris обчислює родину індексів. Індекс CAC 40 - це біржовий бенчмаркінг, що поширюється в режимі обчислення в реальному часі. Його компоненти включені до ширшого індексу SBF 120, еталонного показника для інвестиційних фондів. Індекс SBF 250, орієнтир для довгострокової ефективності портфелів акцій, включає всі компоненти SBF 120; він структурований за секторами. Індекс MIDCAC включає 100 найбільш ліквідних акцій середнього розміру на біржах Premier Marché та Nouveau Marché, розрахований на основі цін відкриття та закриття, тоді як індекс Second Marché зосереджується на цьому ринку.  Обидва індекси є орієнтирами для фондів. Індекс Nouveau Marché представляє акції на ринку, що зростає. Індекс SBF-FCI базується на вибірці конвертованих облігацій, які представляють щонайменше 70% від загальної капіталізації цього ринку, що розраховується двічі на день. Що стосується деривативів, MONEP торгує короткостроковими та довгостроковими опціонами на акції, ф'ючерсами та опціонами на сімейство S&P Dow Jones Indices. Продукти Euronext Commodities включають товарні ф'ючерси та опціони на європейський ріпак та ф'ючерси на ріпаковий шрот, європейську ріпакову олію, продовольчу пшеницю, кукурудзу, деревні пелети, молочні продукти та паризьку нерухомість.